# Поповцы (Кременецкий район)
Поповцы (укр. Попівці) — село в Кременецкой городской общине Кременецкого района Тернопольской области Украины.
Код КОАТУУ — 6123485901. Население по переписи 2001 года составляло 371 человек.

## Географическое положение
Село Поповцы находится на правом берегу реки Иква,
выше по течению на расстоянии в 0,5 км расположено село Комарин,
ниже по течению примыкает село Новый Кокорев,
на противоположном берегу — село Старый Кокорев.

## История
- 1630 год — дата основания.

## Объекты социальной сферы
- Школа I—II ст.
- Дом культуры.
- Фельдшерско-акушерский пункт.

## Достопримечательности
- Братская могила советских воинов.